# Zhao (stat)
Zhao (赵国; Zhào Guó) var ett rike i Kina under De stridande staterna som existerade från 403 f.Kr. till 222 f.Kr.
Under första delen av Zhoudynastin (1045 - 256 f.Kr.) var familjen Zhao en vikit del i riket Jin. Efter att Chuan från Zhao 赵穿 mördat Jins hertig Ling 晋灵公 år 607 f.Kr. var det mycket nära att hela Zhao utplånades som hämnd för mordet. Släkten Zhao överlevde dock och lyckades återta sin maktposition i riket. 403 f.Kr. delade Zhao, Han och Wei upp riket Jin mellan sig och förklarade de sig som tre självständiga stater, men bibehöll en allians i kriget. Markis Jing (r. 387–375 f.Kr.) flyttade huvudstaden till Handan i Hebei. År 354 f.Kr. belägrades Handan av staten Wei (stat) vilket slutligen ledde till ett fredsfördrag där ländernas gränser slogs fast.

## Kinesiska muren
Riket Zhao expanderade sitt territorium norrut under slutet 300-talet f.Kr. under styret av kung Wuling (r. 325–299 f.Kr.) till att också innefatta området norr om Gula flodens norra krök. För att befästa detta territorium byggdes år 300 f.Kr. en mur från Hebei och väster ut in i Inre Mongoliet längs bergskedjan Yin Shan. Denna mur var en del av grunden till vad som under Qindynastin i slutet på 200-talet f.Kr. skulle bli kinesiska muren.

## Krigsförlopp
Under tiden för De stridande staterna var de olika rikena som tidigare lytt under Zhoudynastins kungar mer eller mindre ständigt i strid med varandra i olika konstellationer.
År 317 f.Kr. ingick Zhou en allians med Wei och Han för att attackera Qin. Alliansen samlade 1 000 000 soldater, men anfallet misslyckades och 80 000 allierade soldater stupade 296 f.Kr. erövrar Zhao staten Zhongshan vilket betydligt utökade Zhous territorium.
Wei och Zhao ingick 273 f.Kr. en allians för att anfalla Han. Han sökte hjälp från Qin och vid slaget vid Huayang dränkte 20 000 av Zhaos soldater i Gula floden an Qins ökända general Bai Qi. När Qin angripit Han i området kring Taihangbergen på 260-talet f.Kr. erbjöds Zhao det anfallna territoriet i utbyte mot försvarshjälp. Zhao skickade in trupper, men efter en lång belägring av dess fäste mördare Qin minst 400 000 av Zhaos soldater vid slaget vid Changping 260 f.Kr. Efter slaget fortsatte Qin mot Zhaos huvudstad och belägrade Handan. Zhao fick dock hjälp av Wei och Chu att rädda huvudstaden från Qins belägring.
Efter att Zhao var försvagat efter förlusten vid Changping beslutande staten Yan år 251 f.Kr. att anfalla Zhao, men anfallet misslyckades och Yan led stora förluster, och följande år belägrade Zhao Yans huvudstad. År 236 f.Kr. gör Zhao ett ytterligare försök att attackera Yan, och då tar Qin tillfället i akt och anfaller Zhao, varefter de erövrar ett flertal städer. Zhaos militärmakt försvagades kraftigt av nederlagen och även av en jordbävning 231 f.Kr. År 228 f.Kr. hade Qin erövrat Zhaos huvudstad Handan och tillfångatagit kung Youmiu. År 222 f.Kr. var hela Zhao erövrat av Qin under Qins föreningskrig.